# 張文獻
張文獻（1935年1月28日—2009年10月27日），男，臺南關廟人。中華民國（台灣）政治人物，曾代表中國國民黨在台南縣選區當選為第三屆台灣省議員，後又在台灣省第四選區（雲嘉南南）當選為第一屆第一、二次增額立法委員。
1968年，張文獻在省議員任滿後，為爭取臺南縣長提名。而放棄競選第四屆省議員選舉，推薦臺大法律系同學高育仁參選第四屆省議員選舉。並出任國民黨臺灣省黨部主要負責黨政關係及輔選工作的第三組總幹事，積極經營省黨部人脈已期獲得國民黨提名。唯國民黨在劉博文爆發六甲農地案後，採取放棄派系政策，最終提名派系較不明顯的高育仁參選第七屆臺南縣長，張文獻後轉戰立法委員。:39-40
1975年增額立委選舉，張文獻在臺灣省第四選舉區（雲林縣、嘉義縣、臺南縣及臺南市）以252,475票連任立法委員，也是同選區最高票。
1977年，張文獻曾登記參選國民黨第八屆臺南縣長初選。:59-60唯最終國民黨提名臺北市民政局長楊寶發參選。:61-62
2009年10月27日，張文獻病逝於成大醫院。

## 轶事
第七屆台南縣縣長高育仁為張文獻大學同學。

## 家族
- 張文獻岳父為第三、四屆台南縣縣長胡龍寶。張文獻娶胡龍寶三女胡瓊月，兩人結婚是透過楊寶發介紹。[3]:71